# Burgstall Schomberg

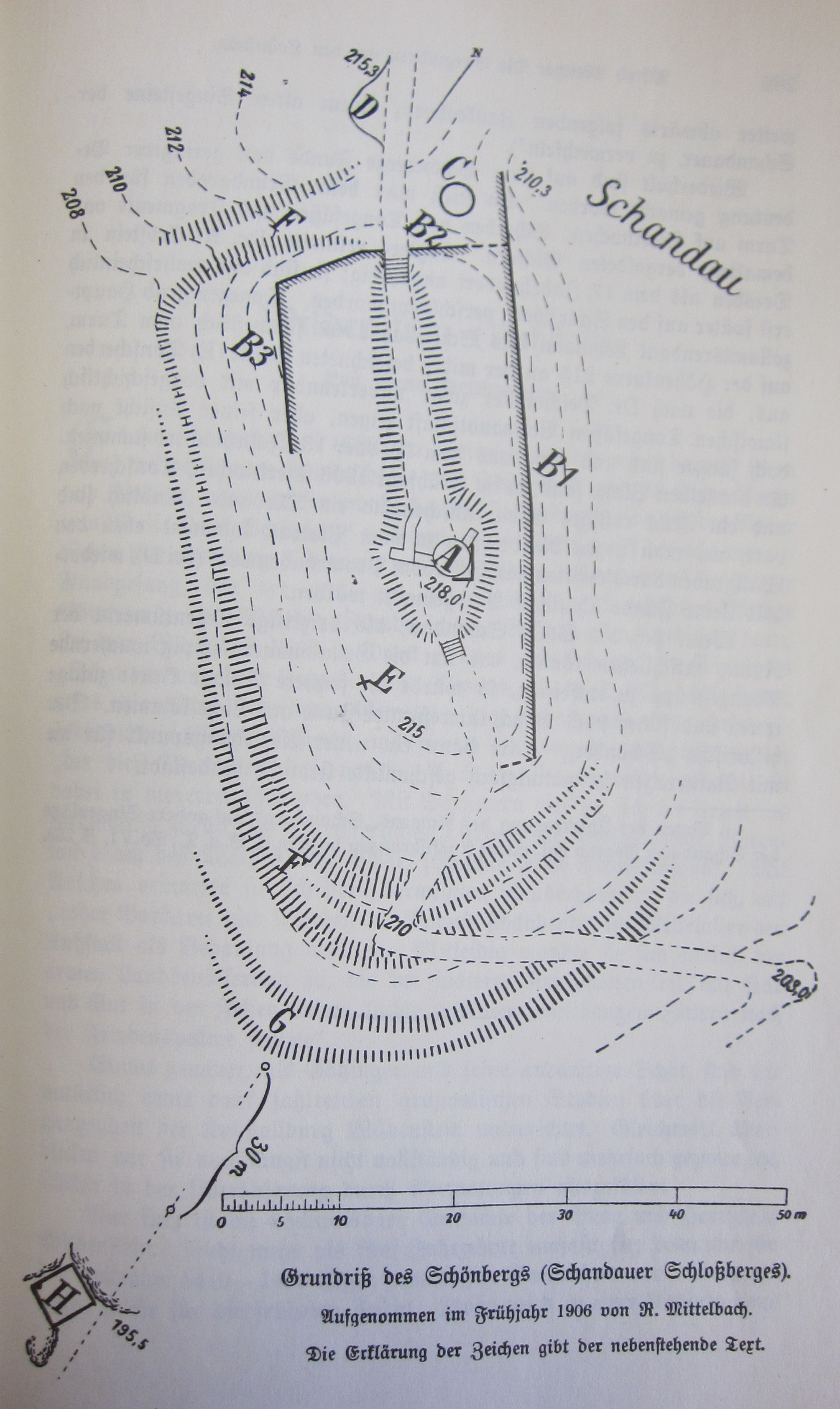
Zeichnung der Situation 1906

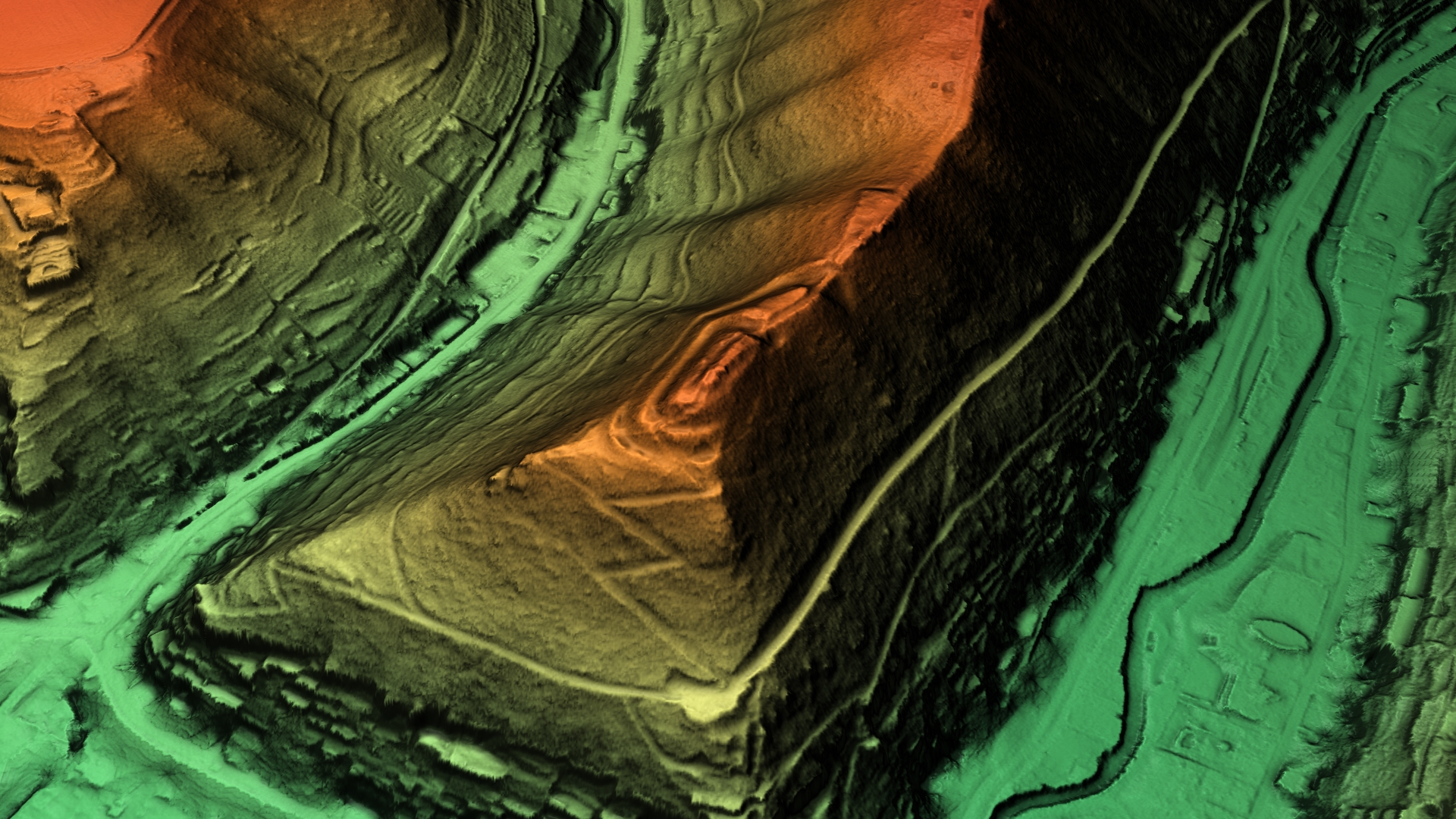
3D-Ansicht des digitalen Geländemodells

Der Burgstall Schomberg ist eine abgegangene Burg im Elbsandsteingebirge. Er liegt im Stadtgebiet von Bad Schandau im sächsischen Landkreis Sächsische Schweiz-Osterzgebirge auf dem Schandauer Schlossberg (oder, als mundartliche Formen von Schönberg, Schomberg, früher auch Schoumberg oder Schömberg.) Die ursprüngliche Burganlage stammt wahrscheinlich aus dem 13. Jahrhundert. Auf ihrem Gelände befindet sich die künstlich geschaffene Schlossruine Schomberg, die 1883 eingeweiht wurde.

## Geographische Lage
Der Burgstall Schomberg liegt im Stadtgebiet von Bad Schandau auf dem bewaldeten Schandauer Schlossberg (222,3 m ü. NHN), einem südlichen Bergsporn des Elbsandsteingebirges. Der Sporn erhebt sich etwa 300 m nördlich des Stadtzentrums. Nach Nordnordosten leitet die Landschaft – über eine weitere Erhebung – zum Wustmanndörfel über, das zu Sebnitz gehört. Östlich vorbei fließt die Kirnitzsch und westlich ein weiterer Bach, die beide durch die Kernstadt verlaufen und direkt anschließend in die Elbe münden.
Auf dem Sporn liegen Teile des Landschaftsschutzgebiets Sächsische Schweiz (CDDA-Nr. 11800; 1990 ausgewiesen; 287,44 km² groß).

## Geschichte

### Name
Für die Erhebung sind urkundlich auch die Bezeichnungen Schomberg, Schönnbergk, Schamberg und Schaumberg nachweisbar. In einer Karte des Topographen Merian aus der zweiten Hälfte des 17. Jahrhunderts ist er als Schoumberg verzeichnet. Die Herkunft des Namens ist umstritten, vermutet wird eine Ableitung vom mittelhochdeutschen schouwen (= schauen), was auf die Nutzung des Berges als „Schauinsland“, das heißt Signalwarte, hindeuten könnte. Gelegentlich findet sich auch die Bezeichnung Kiefericht für die Hochfläche des Schlossbergs.

### Allgemein
Entstanden ist die Anlage wahrscheinlich im 13. Jahrhundert als Strom- und Straßenwarte zur Sicherung des Warenverkehrs auf der Elbe und der Via Regia, einer ehemaligen Handelsstraße. Bis zu ihrer Zerstörung befand sie sich als einzige Stromwarte im Besitz der auf Burg Hohnstein ansässigen böhmischen Adelsfamilie Berka von Dubá. Keramikfunde belegen eine Besiedlung des Schlossbergs spätestens im 14. Jahrhundert. Archäologische Forschungen brachten unter anderem Lanzenspitzen, Armbrustbolzen, Schleifsteine und eine steinerne Getreidemühle zu Tage. Hinzu kamen zahlreiche Hufeisen und Sporen, was auf eine Besatzung mit berittenen Männern hinweist. Zum Zubehör des Schombergs gehörte der Ort Altendorf, in dem 1445 das Adelsgeschlecht derer von Borsko als Gefolgsleute der Berka von Dubá nachweisbar ist. Dabei handelte es sich mit großer Wahrscheinlichkeit um die ehemaligen Burgherren des Schombergs, da Altendorf selbst nie Sitz eines Rittergutes war. Brandspuren lassen auf eine Zerstörung der Burgwarte in den Hussitenkriegen in den Jahren 1419 bis 1434 bzw. 1439 schließen. Die Funde des Schlossbergs befinden sich heute im Heimatmuseum Bad Schandau.
Der Schomberg wird wiederholt in Akten des 17. Jahrhunderts genannt. So beschwerte sich zum Beispiel 1629 ein Häusler aus Zauke (heute ein Ortsteil von Rathmannsdorf), dass ihm durch einen beabsichtigten Neubau (Bauwesen) auf dem „Schönnbergk“ Luft und Licht in seinem Haus genommen würden.

## Anlage

### Burgstall
Die ursprüngliche Anlage des Burgstalls bestand aus einem kleinen Gebäude, wahrscheinlich einem hölzernen Blockhaus. Hinzu kam im Südwesten ein in einen Felsvorsprung gehauener quaderähnlicher Raum, der zur Talseite durch eine Mauer abgeschlossen war und wohl als Wachstube diente. Die Gesamtfläche des Burgplateaus stellt ein unregelmäßiges Viereck von circa 20 m × 45 m dar. und liegt etwa fünf bis sieben Meter höher als der obere Wallgraben. Das Burgplateau war von einem Mauer- und Palisadenkranz umgeben und durch einen doppelten Wall gesichert. Die Besatzung der Burg bestand vermutlich aus etwa zehn Mann. Ein Modell der Verschanzung des Schombergs ist im Heimatmuseum Bad Schandau zu sehen. Von der Anlage sind heute neben wenigen Mauerresten nur noch der doppelte Burgwall, ein Graben und die Zisterne erhalten.
Die erhaltene, teils gemauerte, zum Teil in den Felsen geschlagene runde Zisterne ist heute zugeschüttet, soll aber um die Mitte des 19. Jahrhunderts 15 Ellen (8,5 m) tief gewesen sein.
Die Anlage steht als frühgeschichtliches Bodendenkmal unter Schutz.

### Schlossruine Schomberg
Ende des 19. Jahrhunderts wurde auf dem Gelände von einem Baumeister Dachsel eine künstliche Burgruine errichtet, die sowohl als Schlossruine Schomberg wie auch als Burgruine Schomberg bekannt ist. Sie wurde am 24. Juni 1883 durch Mitglieder des Gebirgsverein für die Sächsische Schweiz, Sektion Bad Schandau, feierlich eingeweiht. In den Bau wurden Mauerreste der originalen Burg integriert.
Auf dem Turm der Ruine befindet sich eine Aussichtsplattform, die über eine mit Metallgeländer gesicherte Steintreppe außerhalb des Turms sowie eine daran anschließende Wendeltreppe innerhalb des Turmes bestiegen werden kann. Von der Plattform bietet sich aufgrund umliegender Bewaldung eingeschränkte Aussicht nach Bad Schandau und in das Tal der Elbe. Bei der Turmerrichtung wurde ein durch die Mitte der Burg laufender Damm mit Stufen aufgeschüttet.
Der Gebirgsverein für die Sächsische Schweiz nannte die Ruine bei der Einweihung Frienstein. Nachdem aber das Vordere Raubschloss zweifelsfrei als Frienstein identifiziert wurde, beschloss die Ortsgruppe 1906, diese Bezeichnung nicht mehr zu verwenden.

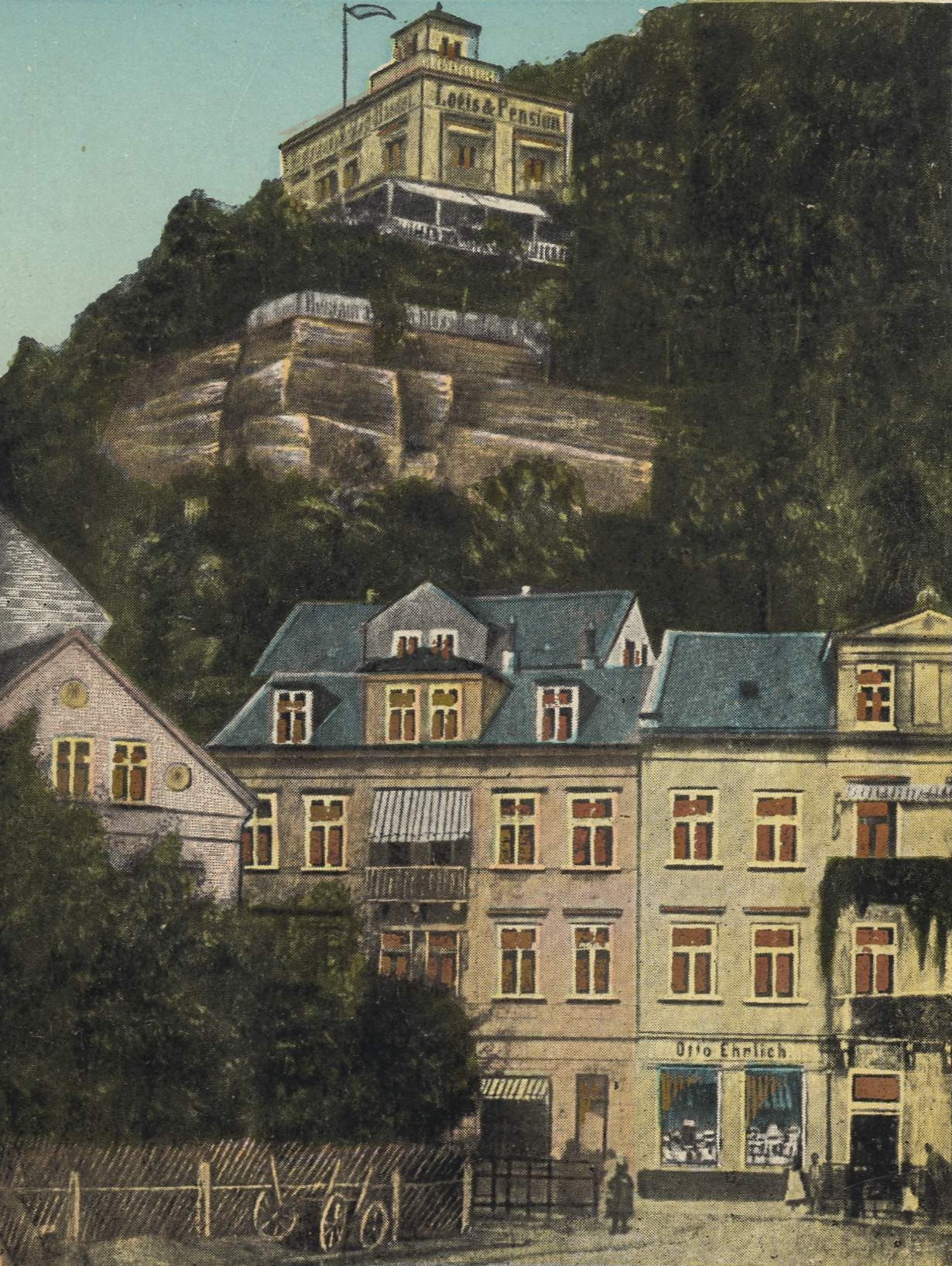
Schandauer Schlossberg mit Gaststätte Schlossbastei um 1900

## Schlossbastei
Etwas unterhalb des Burgplateaus, an der Südostecke des Schlossberges befand sich bis 1979 die Ausflugsgaststätte „Schlossbastei“. 1857 entstand auf einem kleinen Plateau, zuvor um 1840 „Auf der Wand“ bzw. „auf der Steinwand“ genannt, ein Aussichtspunkt. Im Juli 1861 eröffnete der Schandauer Tischlermeister hier mit seiner Tochter das Restaurant „Schlossbastei“. Das mehrfach erweiterte Gebäude, wegen seiner Lage auch „Balkon Bad Schandaus“ genannt, diente fortan als Tanz- und Ausflugslokal und bot zudem einige Fremdenzimmer an. In den 1970er Jahren wurde die zuletzt von der DDR-Handelsorganisation (HO) bewirtschaftete Gaststätte wegen Baufälligkeit geschlossen und 1979 abgerissen. Erhalten blieb die aus zwei Ebenen bestehende Terrasse, die heute als Aussichtspunkt dient.